# Leconfield
Leconfield – wieś w Anglii, w hrabstwie East Riding of Yorkshire. Leży 18 km na północny zachód od miasta Hull i 265 km na północ od Londynu. W 2001 miejscowość liczyła 1990 mieszkańców.